# Forcalquier
Forcalquier é uma comuna francesa, situada no departamento do Alpes da Alta Provença e a região Provença-Alpes-Costa Azul.

Brasão de armas

## História
Guilherme IV de Forcalquier, filho de Bertrando II de Forcalquier e de Josserando de Flotte, foi tal como seu pai, de quem herdou o condado, conde desta localidade. foi casado com Adelaide de Beziers, de quem teve Garsinda de Forcalquier.

## Cidades Irmãs
- Guastalla, Itália